# Allaxius ethiopica
Allaxius ethiopica är en kräftdjursart som först beskrevs av Giuseppe Nobili 1904.  Allaxius ethiopica ingår i släktet Allaxius och familjen Axiidae. Inga underarter finns listade i Catalogue of Life.